# Everly (França)
Everly és un municipi francès, situat al departament de Sena i Marne i a la regió de Illa de França. L'any 2007 tenia 605 habitants.
Forma part del cantó de Provins, del districte de Provins i de la Comunitat de comunes Bassée-Montois.

## Demografia

### Població
El 2007 la població de fet d'Everly era de 605 persones. Hi havia 211 famílies, de les quals 44 eren unipersonals (20 homes vivint sols i 24 dones vivint soles), 48 parelles sense fills, 107 parelles amb fills i 12 famílies monoparentals amb fills.
La població ha evolucionat segons el següent gràfic:
Habitants censats

### Habitatges
El 2007 hi havia 262 habitatges, 214 eren l'habitatge principal de la família, 22 eren segones residències i 26 estaven desocupats. 258 eren cases i 4 eren apartaments. Dels 214 habitatges principals, 187 estaven ocupats pels seus propietaris, 25 estaven llogats i ocupats pels llogaters i 2 estaven cedits a títol gratuït; 13 tenien dues cambres, 42 en tenien tres, 56 en tenien quatre i 103 en tenien cinc o més. 168 habitatges disposaven pel capbaix d'una plaça de pàrquing. A 88 habitatges hi havia un automòbil i a 112 n'hi havia dos o més.

### Piràmide de població
La piràmide de població per edats i sexe el 2009 era:
| Homes | Edats   | Dones |
| ----- | ------- | ----- |
| 0     | 95 o +  | 0     |
| 0     | 90 a 94 | 0     |
| 4     | 85 a 89 | 12    |
| 0     | 80 a 84 | 4     |
| 20    | 75 a 79 | 4     |
| 12    | 70 a 74 | 8     |
| 8     | 65 a 69 | 4     |
| 4     | 60 a 64 | 4     |
| 8     | 55 a 59 | 8     |
| 16    | 50 a 54 | 4     |
| 20    | 45 a 49 | 28    |
| 28    | 40 a 44 | 8     |
| 36    | 35 a 39 | 24    |
| 20    | 30 a 34 | 28    |
| 4     | 25 a 29 | 20    |
| 8     | 20 a 24 | 24    |
| 32    | 15 a 19 | 28    |
| 12    | 10 a 14 | 44    |
| 16    | 5 a 9   | 32    |
| 32    | 0 a 4   | 24    |

## Economia
El 2007 la població en edat de treballar era de 395 persones, 282 eren actives i 113 eren inactives. De les 282 persones actives 255 estaven ocupades (143 homes i 112 dones) i 27 estaven aturades (7 homes i 20 dones). De les 113 persones inactives 24 estaven jubilades, 54 estaven estudiant i 35 estaven classificades com a «altres inactius».

### Ingressos
El 2009 a Everly hi havia 214 unitats fiscals que integraven 622 persones, la mediana anual d'ingressos fiscals per persona era de 17.638 €.

### Activitats econòmiques
Dels 12 establiments que hi havia el 2007, 1 era d'una empresa alimentària, 5 d'empreses de construcció, 3 d'empreses de comerç i reparació d'automòbils, 1 d'una empresa de transport, 1 d'una empresa d'hostatgeria i restauració i 1 d'una empresa de serveis.
Dels 6 establiments de servei als particulars que hi havia el 2009, 1 era un paleta, 2 guixaires pintors, 2 lampisteries i 1 restaurant.
Dels 2 establiments comercials que hi havia el 2009, 1 era una botiga de més de 120 m² i 1 una botiga de menys de 120 m².

## Equipaments sanitaris i escolars
El 2009 hi havia una escola elemental integrada dins d'un grup escolar amb les comunes properes formant una escola dispersa.

## Poblacions més properes
El següent diagrama mostra les poblacions més properes.